# 치아구 시프레스치 페레이라
치아구 시프레스치 페레이라(포르투갈어: Tiago Cipreste Pereira, 1980년 2월 1일 ~ )는 브라질 출신의 축구 선수이다.
2004년 대전 시티즌에 입단하여 2004 시즌 한 시즌 동안 활약하였다. K리그에서 등록명은 지아고를 사용하였다